# Liliane Montagne
Pour les articles homonymes, voir Montagne (homonymie).
Liliane Montagne, née le 16 mars 1931, est une gymnaste artistique française.
Aux Championnats du monde de gymnastique artistique 1950, elle est médaillée d'argent au concours général par équipes.
Elle dispute les Jeux olympiques d'été de 1952 à Helsinki, sans obtenir de podium.